# Ferrari F2003-GA
De Ferrari F2003-GA is een Formule 1-bolide ontwikkeld door Scuderia Ferrari voor het seizoen 2003. De auto werd ontwikkeld door Rory Byrne en Ross Brawn. De auto was een voortzetting van de Ferrari F2002, onder meer de motor en de versnellingsbak waren doorontwikkelde versies van de vorige auto. De letters GA is een uiting van respect aan Gianni Agnelli, het voormalige hoofd van FIAT, die begin 2003 overleed.
De auto was vergeleken met zijn voorganger de F2002 minder dominant, desondanks de dominante cijfers (7 overwinningen in 12 races) werden beide de coureurs- en constructeurskampioenschappen pas in de laatste ronde gewonnen. Michael Schumacher werd wereldkampioen met 2 punten voorsprong op McLaren-coureur Kimi Räikkönen. Terwijl ze het constructeurskampioenschap wonnen met 14 punten op Williams-BMW, die geen punten konden scoren in de laatste race. Michael Schumacher behaalde zijn zesde wereldtitel en brak hiermee het record van oud-Ferraricoureur Juan Manuel Fangio.

## Resultaten
| Resultaat                     |
| ----------------------------- |
| Winnaar                       |
| Tweede plaats                 |
| Derde plaats                  |
| Gefinisht (punten)            |
| Gefinisht (geen punten)       |
| Niet geklasseerd (NC)         |
| Uitgevallen (DNF)             |
| Niet gekwalificeerd (DNQ)     |
| Gediskwalificeerd (DSQ)       |
| Niet gestart (DNS)            |
| Gewond (INJ)                  |
| Uitgesloten (EX)              |
| Teruggetrokken (WD)           |
| Niet deelgenomen (blanco cel) |
| vetgedrukt (pole position)    |
| cursief (snelste ronde)       |

| Jaar | Chassis          | Motor       | Banden | Coureurs           | 1                             | 2                             | 3                             | 4                             | 5   | 6   | 7   | 8   | 9   | 10  | 11  | 12  | 13  | 14  | 15  | 16  | Punten | WK-plaats |
| ---- | ---------------- | ----------- | ------ | ------------------ | ----------------------------- | ----------------------------- | ----------------------------- | ----------------------------- | --- | --- | --- | --- | --- | --- | --- | --- | --- | --- | --- | --- | ------ | --------- |
| 2003 | Ferrari F2003-GA | Ferrari V10 | B      |                    | AUS                           | MAL                           | BRA                           | SMR                           | SPA | OOS | MON | CAN | EUR | FRA | GBR | DUI | HON | ITA | USA | JPN | 158*   | Goud      |
| 2003 | Ferrari F2003-GA | Ferrari V10 | B      | Michael Schumacher | Gereden met de Ferrari F2002B | Gereden met de Ferrari F2002B | Gereden met de Ferrari F2002B | Gereden met de Ferrari F2002B | 1   | 1   | 3   | 1   | 5   | 3   | 4   | 7   | 8   | 1   | 1   | 8   | 158*   | Goud      |
| 2003 | Ferrari F2003-GA | Ferrari V10 | B      | Rubens Barrichello | Gereden met de Ferrari F2002B | Gereden met de Ferrari F2002B | Gereden met de Ferrari F2002B | Gereden met de Ferrari F2002B | 3   | 3   | 8   | 5   | 3   | 7   | 1   | DNF | DNF | 3   | DNF | 1   | 158*   | Goud      |
| Jaar | Chassis          | Motor       | Banden | Coureurs           | 1                             | 2                             | 3                             | 4                             | 5   | 6   | 7   | 8   | 9   | 10  | 11  | 12  | 13  | 14  | 15  | 16  | Punten | WK-plaats |

*126 van de 158 punten werden gescoord met de Ferrari F2003-GA, de overige 32 punten werden met de Ferrari F2002B behaald.

### Eindstand coureurskampioenschap
- Michael Schumacher: 1e (93pnt)
- Rubens Barrichello: 4e (65pnt)